# Río Nuthe
El Nuthe es un río en la región de Brandenburgo, Alemania, afluente del Havel. 

## Geografía
Su longitud total es de 65 km. El Nuthe nace  en la región de Fläming, cerca de Niedergörsdorf, al sur de Berlín a una altitud de 81 metros. Fluye hacia el norte atravesando Jüterbog, Luckenwalde, Trebbin and Saarmund. El Nuthe desemboca en el Havel, a una altitud de 29,4 metros en el centro de Potsdam.
En las tierras bajas y húmedas de este río y el Nieplitz existe un paraje natural formado por importantes bosques llamado el parque natural de Nuthe-Nieplitz. Está a unos 34 km al sur de Potsdam y abarca una extensión de más de 600 km².

## Galería de imágenes

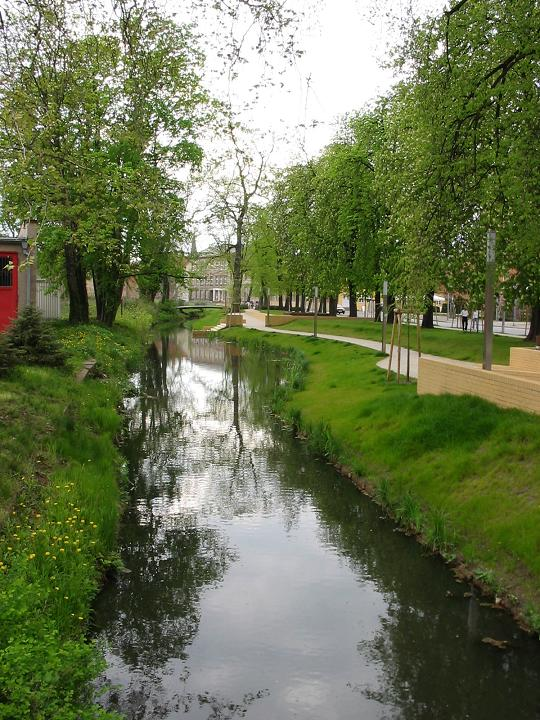
Vista de la ribera del Nuthe en Luckenwalde
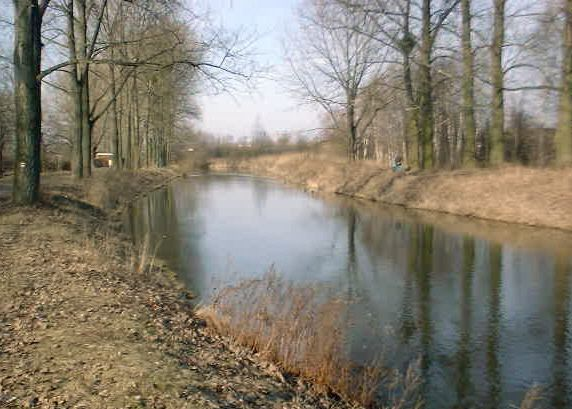
Potsdam
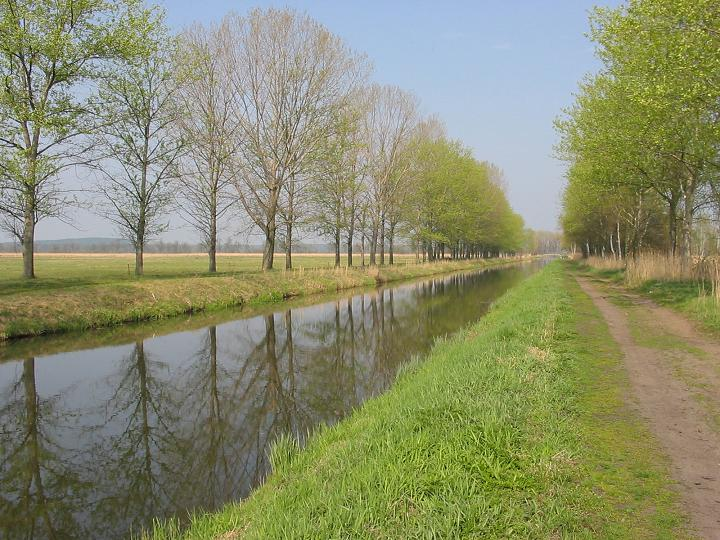
El Nuthe por Jütchendorf
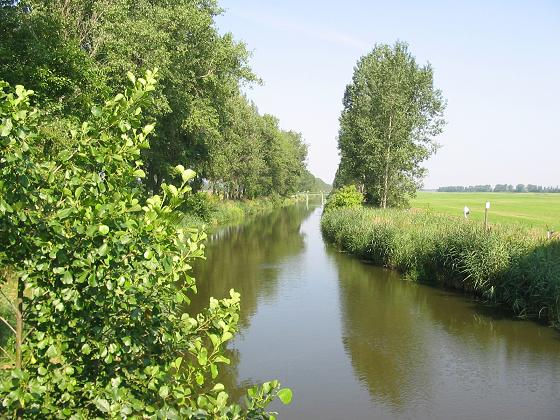
Gröben